# Tutto male
Tutto male è il terzo album in studio del cantautore italiano Giancane, pubblicato il 9 giugno 2023 per l'etichetta Woodworm/Universal.

## Tracce
Testi e musiche di Giancane.
1. Sei in un Paese meraviglioso
2. Come stai
3. Papà Francesco
4. Strappati lungo i bordi
5. Non dormo più
6. Uomo
7. Cadi poi cadi poi cadi di nuovo
8. Più non dormo
9. Voglio morire
10. Sarni
11. Tuttuchatuttututtucha